# 寶可夢中心

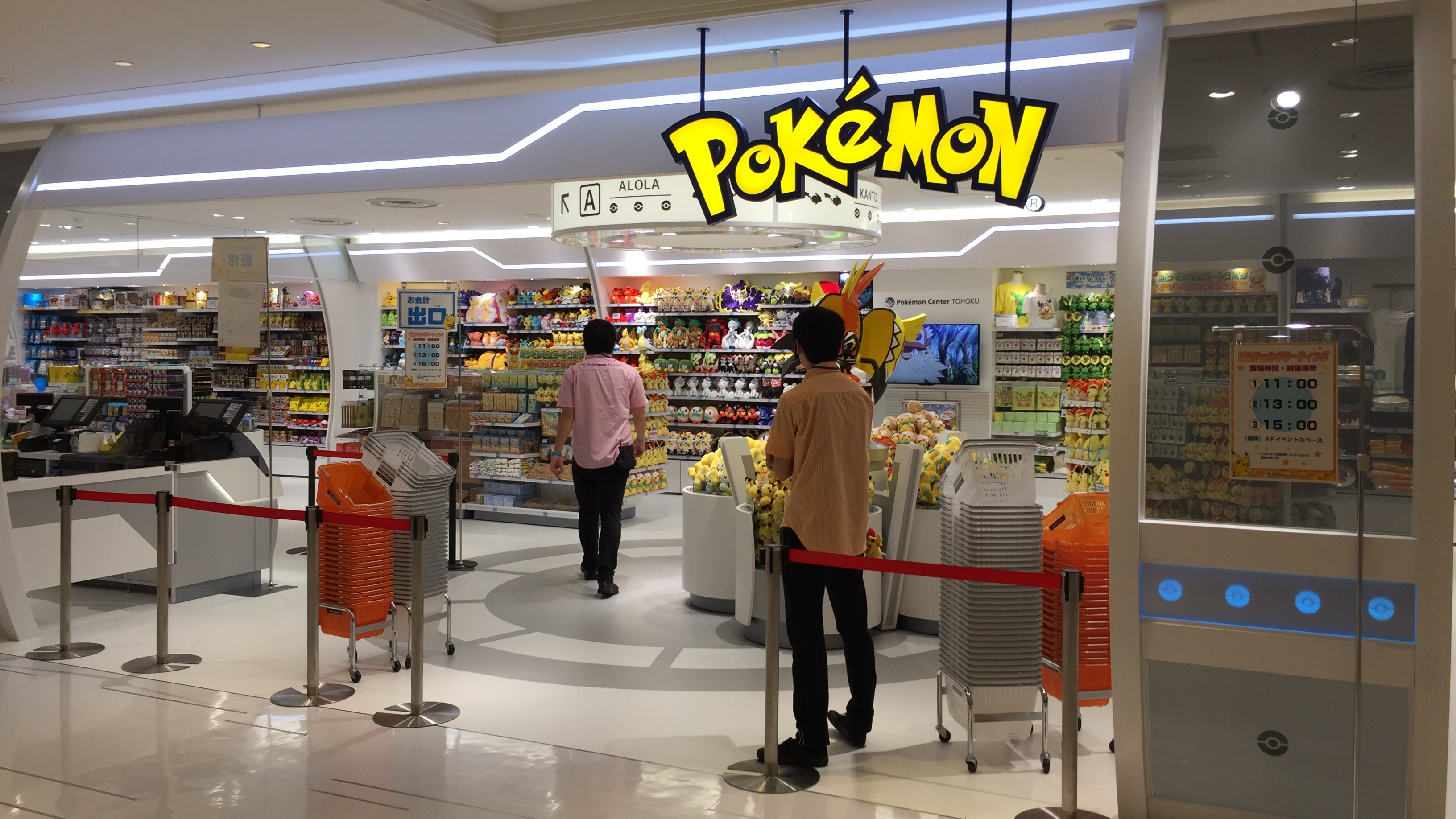
位於日本仙台市的東北寶可夢中心

宝可梦中心（英語：Pokémon Center）是由寶可夢公司旗下子公司寶可夢中心公司負責營運的寶可夢相關商品專賣店。店內販售品項除了周邊商品、遊戲軟體、卡牌遊戲之外，也販售了許多原創商品，並且會不定期提供各項活動及體驗。除了實體門市外，在日本及美國還開設了寶可夢中心線上專賣店（英語：Pokémon Center Online），在中国大陆則是與阿里巴巴合作於天貓開設天貓寶可夢線上官方店。
在日本國內的部分車站及機場等設施中，還營運了規模與寶可夢中心相比較小的宝可梦商店（英語：Pokémon Store）。

## 歷史
寶可夢中心一詞源自於寶可夢系列中能夠替寶可夢回復活力及購買相關遊戲道具的複合型設施。首家門市於1998年在東京日本橋開幕。目前在日本於東京（4間店鋪）、大阪（2間店鋪）、札幌、仙台、船橋、橫濱、金澤、名古屋、京都、廣島、福岡、沖繩等城市均設有門市 ，每間門市都有根據當地的文化或歷史而設計的專屬標誌及店內吉祥寶可夢。
2001年在美國設立海外首間寶可夢中心，但於2005年1月改造，作為紐約任天堂世界重新開幕。後於2020年7月，在新加坡樟宜機場再度開設海外首間寶可夢中心。2023年12月8日，海外第二間寶可夢中心於台灣台北市開設。

## 分店列表

### 日本國內
| 分店位置   | 代表寶可夢             | 備註 |
| ---------- | ---------------------- | ---- |
| 日本橋     | 卡比獸                 |      |
| 池袋       | 密勒頓                 |      |
| 涩谷       | 超夢                   |      |
| 晴空塔     | 烈空座                 |      |
| 千葉       | 哈力栗、炎兔兒         |      |
| 橫濱       | 蓋歐卡                 |      |
| 東京車站   | 車長皮卡丘             |      |
| 木更津     | 噴火龍                 |      |
| 成田空港   | 機長皮卡丘             |      |
| 京都       | 鳳王                   |      |
| 心齋橋     | 火焰鳥、急凍鳥、閃電鳥 |      |
| 梅田       | 故勒頓                 |      |
| 名古屋     | 菊草葉、呆火鱷         |      |
| 金澤       | 美納斯                 |      |
| 御殿場     | 富士山皮卡丘           |      |
| 札榥       | 阿羅拉六尾、淚眼蜥     |      |
| 仙台       | 比克提尼               |      |
| 新千歳空港 | 機長皮卡丘             |      |
| 廣島       | 色違暴鯉龍             |      |
| 愛媛       |                        |      |
| 福岡       | 拉帝亞斯、拉帝歐斯     |      |
| 沖繩       | 風速狗                 |      |

### 日本海外
| 分店位置 | 代表寶可夢 | 備註     |
| -------- | ---------- | -------- |
| 新加坡   | 拉普拉斯   | 海外首店 |
| 台灣台北 | 快龍       |          |

## 外部連結
- 寶可夢中心